# Tavernola
Tavernola is een plaats (frazione) in de Italiaanse gemeente Como. De plaats telt ongeveer 3000 inwoners.